# Amauri Ribeiro (político)
Amauri Ribeiro (Trindade, 13 de janeiro de 1973) é um produtor agropecuário e político brasileiro, filiado ao União Brasil (UNIÃO). Em 2018, foi eleito deputado estadual por Goiás, com 24.922 votos (0,81% dos votos válidos). Foi vereador pela cidade de Piracanjuba em 2008 e nas eleições de 2012 foi eleito prefeito da cidade.